# Liste antiker Ortsnamen und geographischer Bezeichnungen/As
| Lateinischer Name     | Griechischer Name                          | Beschreibung                                                                               | Heute                                                                               | Quellen und Verweise           | Lage |
| --------------------- | ------------------------------------------ | ------------------------------------------------------------------------------------------ | ----------------------------------------------------------------------------------- | ------------------------------ | ---- |
| Asa Paulini           |                                            | Wegstation zwischen Lugdunum und Augustodunum                                              | Anse im Département Rhône in Frankreich                                             | PECS; Pleiades; Smith;         |      |
| Asaei                 |                                            |                                                                                            |                                                                                     | Smith;                         |      |
| Asai                  | Ἀσαί (Asai)                                | Stadt am Golf von Korinth                                                                  |                                                                                     | PECS; Pleiades;                |      |
| Asama                 | Ἀσάμα (Asama)                              | Fluss in Mauretania Tingitana                                                              | Tensift in Marokko                                                                  | Smith;                         |      |
| Asbystae              |                                            |                                                                                            |                                                                                     | Smith;                         |      |
| Ascalon               | Ἀσκάλων (Askalōn), Ἀσκαλώνιον (Askalōnion) | Hafen- und Handelsstadt an der Küste Palästinas                                            | Aschkelon in Israel                                                                 | PECS; Smith;                   |      |
| Ascania Lacus         | Ἀσκανία (Askania)                          | See in Bithynien                                                                           | İznik Gölü                                                                          | Smith;                         |      |
| Ascatancae            |                                            |                                                                                            |                                                                                     | Smith;                         |      |
| Ascatancas            |                                            |                                                                                            |                                                                                     | Smith;                         |      |
| Asciburgium           | Ἀσκιβούργιον (Askibourgion)                | römischer Garnisonsplatz am Niedergermanischen Limes                                       | Reste im Moerser Stadtteil Asberg im Kreis Wesel am Niederrhein                     | PECS; Smith;                   |      |
| Ascordus              |                                            |                                                                                            |                                                                                     | Smith;                         |      |
| Ascra                 | Ἄσκρα (Askra)                              | Ort am Berg Helikon in Böotien, Geburtsort von Hesiod                                      |                                                                                     | PECS; Pleiades; Smith;         |      |
| Ascrivium             |                                            |                                                                                            |                                                                                     | Smith;                         |      |
| Ascua                 |                                            |                                                                                            |                                                                                     | Smith;                         |      |
| Asculum, Ausculum     | Ἄσκλον (Asklon)                            | Stadt in Apulien, Schauplatz der Schlacht bei Asculum                                      | Ascoli Satriano in der Provinz Foggia                                               | PECS; Pleiades; Smith (1);     |      |
| Asculum Picenum       | Ἄσκουλον (Askoulon)                        | Stadt im Picenum                                                                           | Ascoli Piceno in der Region Marken in Italien                                       | PECS; Pleiades; Smith (2);     |      |
| Ascuris               |                                            |                                                                                            |                                                                                     | Smith;                         |      |
| Asea                  | Ἀσέα (Asea)                                | Stadt in Arkadien                                                                          | zwischen Asea und Kato Asea auf der Peloponnes                                      | PECS; Smith;                   |      |
| Ashdod                | Ἄζωτος (Azōtos)                            | Stadt an der Küste von Palästina                                                           | 3 km südlich des modernen Aschdod in Israel                                         | Smith;                         |      |
| Ashdod                |                                            | siehe Azotus                                                                               |                                                                                     |                                |      |
| Ashtaroth             |                                            |                                                                                            |                                                                                     | Smith;                         |      |
| Asia                  | Ἀσία (Asia), Ἀσίς (Asis)                   | Kontinent Asia                                                                             | Asien                                                                               | Smith;                         |      |
| Asia                  | Ἀσία (Asia)                                | römische Provinz Asia                                                                      | Kleinasien                                                                          | Smith;                         |      |
| Asiani                |                                            |                                                                                            |                                                                                     | Smith;                         |      |
| Asido                 |                                            | Stadt in Hispania Baetica                                                                  | Medina-Sidonia in Andalusien                                                        | PECS; Pleiades; Smith;         |      |
| Asinaeus Sinus        |                                            |                                                                                            |                                                                                     | Smith;                         |      |
| Asinarus              |                                            |                                                                                            |                                                                                     | Smith;                         |      |
| Asindum               |                                            |                                                                                            |                                                                                     | Smith;                         |      |
| Asine                 | Ἀσίνη (Asinē)                              | Stadt auf dem Kastraki, um 700 v. Chr. von Argos zerstört                                  | Asini auf dem Peloponnes                                                            | Smith (1);                     |      |
| Asine                 | Ἀσίνη (Asinē)                              | spartanische Perioikenstadt in Messenien                                                   | Koroni                                                                              | PECS; Smith (2);               |      |
| Asine                 | Ἀσίνη (Asinē)                              | spartanische Perioikenstadt an der Westküste des lakonischen Golfes                        |                                                                                     | Smith (3);                     |      |
| Asisium               | Ἀσίσιον (Asision)                          | Stadt in Umbrien                                                                           | Assisi                                                                              | PECS; Smith;                   |      |
| Asmabaeus             |                                            |                                                                                            |                                                                                     | Smith;                         |      |
| Asmiraea              |                                            |                                                                                            |                                                                                     | Smith;                         |      |
| Asnaus                |                                            |                                                                                            |                                                                                     | Smith;                         |      |
| Asopia                |                                            |                                                                                            |                                                                                     | Smith;                         |      |
| Asopus                | Ἀσωπός (Asōpos)                            | Fluss in Böotien                                                                           |                                                                                     | Smith (1);                     |      |
| Asopus                | Ἀσωπός (Asōpos)                            | Fluss auf der Peloponnes, floss durch Sikyon und mündet in den Golf von Korinth            |                                                                                     | Smith (2);                     |      |
| Asopus                | Ἀσωπός (Asōpos)                            | Fluss in Thessalien                                                                        |                                                                                     | Smith (3);                     |      |
| Asopus                | Ἀσωπός (Asōpos)                            | Fluss auf Paros                                                                            |                                                                                     | Strabo viii. p.382; Smith (4); |      |
| Asopus                | Ἀσωπός (Asōpos)                            | Stadt in Lakonien                                                                          | Asopos in der Präfektur Lakonien                                                    | Smith (5);                     |      |
| Aspa Luca             |                                            |                                                                                            |                                                                                     | Smith;                         |      |
| Aspabota              |                                            |                                                                                            |                                                                                     | Smith;                         |      |
| Aspacara              |                                            |                                                                                            |                                                                                     | Smith;                         |      |
| Asparagium            |                                            |                                                                                            |                                                                                     | Smith;                         |      |
| Aspasacae             |                                            |                                                                                            |                                                                                     | Smith;                         |      |
| Aspasii               |                                            |                                                                                            |                                                                                     | Smith;                         |      |
| Aspavia               |                                            |                                                                                            |                                                                                     | Smith;                         |      |
| Aspendus              | Ἄσπενδος (Aspendos)                        | Stadt in Pamphylien in Kleinasien                                                          | Nähe des Dorfes Büyükbelkiz, etwa 5 km östlich von Serik an der türkischen Südküste | PECS; Pleiades; Smith;         |      |
| Asphaltites Lacus     |                                            |                                                                                            |                                                                                     | Smith;                         |      |
| Aspis, Clupea, Clypea | Ἀσπίς (Aspis)                              | Stadt in Nordafrika, später bekannt als Clupea                                             | Kélibia im Nordosten der Halbinsel Cap Bon                                          | PECS; Smith;                   |      |
| Aspis                 | Ἀσπίς (Aspis)                              | Insel im Saronischen Golf                                                                  |                                                                                     | PECS;                          |      |
| Aspis                 | Ἀσπίς (Aspis)                              | Hafen und Kap an der Großen Syrte                                                          | bei Buerát el-Hsun südlich von Misrata in Libyen                                    | Pleiades; Smith;               |      |
| Aspisii               |                                            |                                                                                            |                                                                                     | Smith;                         |      |
| Aspledon              |                                            |                                                                                            |                                                                                     | Smith;                         |      |
| Aspona                | Ἄσπονα (Aspona)                            | Stadt in Galatien                                                                          |                                                                                     | Smith;                         |      |
| Aspurgiani            |                                            |                                                                                            |                                                                                     | Smith;                         |      |
| Assa                  |                                            |                                                                                            |                                                                                     | Smith;                         |      |
| Assacani              |                                            |                                                                                            |                                                                                     | Smith;                         |      |
| Assedones             |                                            |                                                                                            |                                                                                     | Smith;                         |      |
| Assera                |                                            |                                                                                            |                                                                                     | Smith;                         |      |
| Asseria               |                                            | Stadt in Illyrien                                                                          | bei Benkovac in Kroatien                                                            | PECS; Pleiades;                |      |
| Assesus               |                                            |                                                                                            |                                                                                     | Smith;                         |      |
| Assorus               | Ἄσσωρος (Assōros)                          | Stadt im Inneren von Sizilien                                                              | Assoro in der Provinz Enna                                                          | PECS; Smith;                   |      |
| Assurae               |                                            |                                                                                            |                                                                                     | Smith;                         |      |
| Assus                 | Ἄσσος (Assos)                              | Stadt in Mysien                                                                            |                                                                                     | PECS; Smith;                   |      |
| Assus                 | Ἄσσος (Assos)                              | Fluss in Böotien                                                                           |                                                                                     | Smith;                         |      |
| Assyria               |                                            |                                                                                            |                                                                                     | Smith;                         |      |
| Asta, Hasta           | Ἄστα (Asta)                                | Stadt in Ligurien                                                                          | Asti im Piemont                                                                     | Smith;                         |      |
| Asta                  | Ἄστα (Asta)                                | Stadt in der Hispania Baetica                                                              |                                                                                     | Smith;                         |      |
| Astabene              |                                            |                                                                                            |                                                                                     | Smith;                         |      |
| Astaboras             |                                            |                                                                                            |                                                                                     | Smith;                         |      |
| Astacus               |                                            |                                                                                            |                                                                                     | Smith;                         |      |
| Astacus               |                                            |                                                                                            |                                                                                     | Smith;                         |      |
| Astapa                | Ἀσταπά (Astapa)                            | Stadt in Hispania Baetica                                                                  | Estepa in der Provinz Sevilla in Spanien                                            | PECS; Smith;                   |      |
| Astapus               |                                            |                                                                                            |                                                                                     | Smith;                         |      |
| Astelephus            |                                            |                                                                                            |                                                                                     | Smith;                         |      |
| Asteris               |                                            |                                                                                            |                                                                                     | Smith;                         |      |
| Asterium              |                                            |                                                                                            |                                                                                     | Smith;                         |      |
| Astigi                | Αστιγίς (Astigis)                          | Stadt in der Hispania Baetica                                                              | Écija am Genil in der Provinz Sevilla                                               | Smith;                         |      |
| Astraeum              |                                            |                                                                                            |                                                                                     | Smith;                         |      |
| Astrum                |                                            |                                                                                            |                                                                                     | Smith;                         |      |
| Astura                | Ἄστυρα (Astyra)                            | Fluss in Latium, gleichzeitig Name der Siedlung und der vorgelagerten Insel an der Mündung | Torre Astura, Insel heute mit dem Festland verbunden                                | PECS; Pleiades; Smith (1);     |      |
| Astura                | Ἄστυρα (Astyra)                            | Fluss in Hispania Tarraconensis                                                            | Esla in Nordspanien                                                                 | Smith (2);                     |      |
| Astures               |                                            |                                                                                            |                                                                                     | Smith;                         |      |
| Asturia               |                                            |                                                                                            |                                                                                     | Smith;                         |      |
| Asturica Augusta      | Αὐγούστα Ἀστουρίκα (Augousta Astourika)    | Stadt in Hispania Tarraconensis                                                            | Astorga in Nordwest-Spanien                                                         | PECS; Smith;                   |      |
| Astycus               |                                            |                                                                                            |                                                                                     | Smith;                         |      |
| Astypalaea            | Ἀστυπάλαια (Astypalaia)                    | Kap an der Südküste von Attika                                                             | Agios Nikolaos gegenüber der Insel Arsida                                           | Pleiades; Smith (1);           |      |
| Astypalaea            | Ἀστυπάλαια (Astypalaia)                    | Insel in der Ägäis und deren Hauptort                                                      | Astypalea                                                                           | Pleiades; Smith (2);           |      |
| Astypalaea            | Ἀστυπάλαια (Astypalaia)                    | Akropolis von Samos                                                                        |                                                                                     | Pleiades; Smith (3);           |      |
| Astypalaea            | Ἀστυπάλαια (Astypalaia)                    | ehemaliger Hauptort von Kos                                                                | auf der Halbinsel Kefalos im Westen                                                 | Pleiades; Smith (4);           |      |
| Astypalaea            | Ἀστυπάλαια (Astypalaia)                    | Vorgebirge an der Küste von Karien                                                         | Kızıl Burun in der Provinz Muğla an der türkischen Küste                            | Pleiades; Smith (5);           |      |
| Astyra                |                                            |                                                                                            |                                                                                     | Smith;                         |      |